# Gorączka złota (film)
Gorączka złota (tytuł oryginalny The Gold Rush) – amerykańska niema komedia filmowa z 1925 roku w reżyserii Charliego Chaplina, będąca jednym z jego najsłynniejszych filmów.

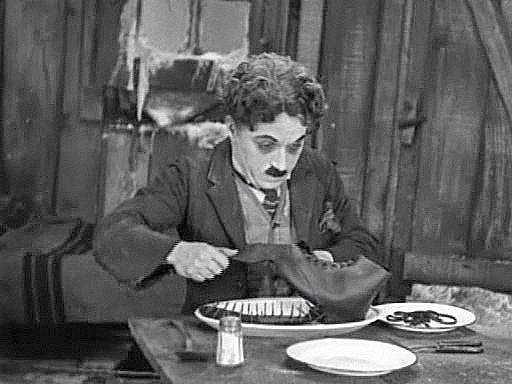
Tramp jedzący but

Akcja filmu toczy się w 1898 roku podczas gorączki złota w Klondike. Chaplin gra typową dla siebie postać trampa (włóczęgi), który poszukuje szczęścia w Klondike. Wyrusza na poszukiwanie złota. Trafia przypadkiem do chaty przestępcy - Czarnego Larsena. Z opresji wybawia go inny poszukiwacz złota - Wielki Jim, który także przypadkiem trafia do chaty bandyty. Po opuszczeniu chaty poznaje grającą na jego uczuciach Georgię. Następnie tramp wraz z Jimem – dzięki łutowi szczęścia – odnajdują złoto i wracają statkiem jako milionerzy. Tam tramp spotyka Georgię, która nie znalazła przez ten czas powodzenia.
Film Gorączka złota – jak inne dzieła Chaplina – wyraża głębokie humanistyczne wartości. Chaplin zaprezentował w nim też liczne, oryginalne gagi, które przeszły do historii kina, m.in. sen o balecie bułeczek czy ucztę zgłodniałych bohaterów, podczas której jedzą oni buty. W bibliografii historii kina dzieło Chaplina jest zgodnie oceniane jako arcydzieło gatunku, które łączy w sobie komedię z historią miłosną. Gorączka złota została wpisana do National Film Registry jako dzieło budujące dziedzictwo kulturowe Stanów Zjednoczonych.

## Obsada
Według książki „Kino, wehikuł magiczny. Przewodnik osiągnięć filmu fabularnego” (1981):

- Charles Chaplin – tramp
- Mack Swain – Jim McKay
- Tom Murray – Larsen
- Georgia Hale – Georgia
- Betty Morrissey – Betty
- Henry Bergman – Hank Curtis
- Malcolm Waite – Jack Cameron